# Torquay (Victoria)
Torquay ist eine australische Kleinstadt mit etwa 13.000 Einwohnern im Bundesstaat Victoria. Sie ist Hauptort des lokalen Verwaltungsgebiets (LGA) Surf Coast Shire. Bekannt ist der Ort als Ausgangspunkt der Great Ocean Road und als Zentrum der australischen Surfindustrie.
Ursprünglich als „Spring Creek“ gegründet, wurde der Ort im Jahr 1892 nach dem englischen Seebad gleichen Namens umbenannt.
Unternehmen wie Rip Curl oder Quiksilver sind in Torquay gegründet worden und haben dort zum Teil noch ihren Hauptsitz. In unmittelbarer Nähe des Ortes liegen weltberühmte Surfgebiete wie Jan Juc und Bells Beach.

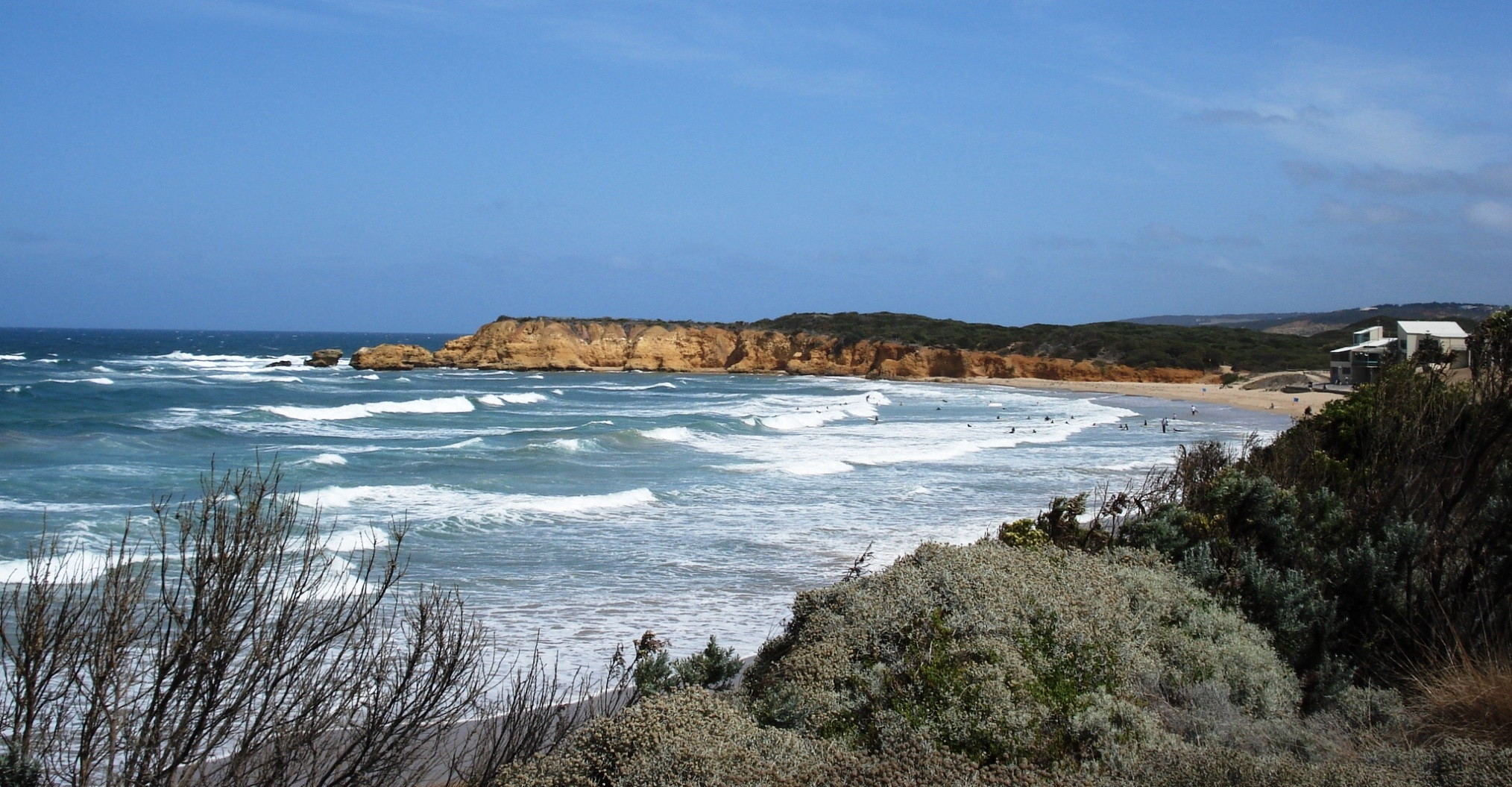
Der Surfers Beach in Torquay (rechts der „Torquay Surf Life Saving Club“)